# Castelcovati
Castelcovati – miejscowość i gmina we Włoszech, w regionie Lombardia, w prowincji Brescia.
Według danych na rok 2004 gminę zamieszkiwało 5339 osób, 889,8 os./km².